# Eva-Bettina Bröcker
Eva-Bettina Bröcker (* 1. Juni 1946 in Bielefeld als Eva-Bettina Vogel) ist eine deutsche Hautärztin und Hochschullehrerin.

## Leben
Sie promovierte 1972 als Mutter zweier Töchter im Alter von vier und zwei Jahren an der Universität Kiel zum Thema Die Lipidtropfen in der Nebennierenrinde der weiblichen Maus und Beziehungen ihrer Größenverteilungen zum Zyklus.
Sie lehrt und forscht als Professorin an der Universität Würzburg und ist dort Direktorin der Klinik und Poliklinik für Haut- und Geschlechtskrankheiten. Ihr Hauptforschungsgebiet sind Melanome und andere Tumore sowie Immunkrankheiten der Haut. Sie ist Mitglied zahlreicher wissenschaftlicher Vereinigungen und Kommissionen. Im Jahr 2002 wurde sie zum Mitglied der Leopoldina und der Bayerischen Akademie der Wissenschaften gewählt.
Sie ist verheiratet mit Ludwig Bröcker (emeritierter Mathematiker) und hat drei Töchter.

## Auszeichnungen, Ehrungen und Mitgliedschaften
- 1997: Bundesverdienstkreuz am Bande
- 2001: Bayerischer Maximiliansorden für Wissenschaft und Kunst
- 2002: Mitglied der Leopoldina
- 2002: Mitglied der Bayerischen Akademie der Wissenschaften
- 2011: Bayerische Verfassungsmedaille in Silber

## Schriften
- Eva-Bettina Bröcker: Die Lipidtropfen in der Nebennierenrinde der weiblichen Maus und Beziehungen ihrer Größenverteilungen zum Zyklus. Dissertation, Kiel 1971
- Ernst-Ludwig Winnacker (Hrsg.). Mit Beiträgen von Eva-Bettina Bröcker u. a.: Ethische und juristische Aspekte der Gentherapie. Herbert Utz Verlag, München 1999, ISBN 3-89675-916-7 .
- mit Wolfgang G. H. Schmitt-Buxbaum: Von Dr. Abel bis Dr. Zwirn. Das schwierige Gedenken an jüdische Ärzte und Ärztinnen im nationalsozialistischen Deutschland. Hentrich & Hentrich, Berlin 2022, ISBN 3-95565-537-7